# 하이데크라우트선
하이데크라우트선(Heidekrautbahn)은 독일 베를린 북부에서 브란덴부르크주 오버하펠군, 바르님군을 잇는 철도 노선이다. 니더바르님 철도의 주 노선이다.

## 노선

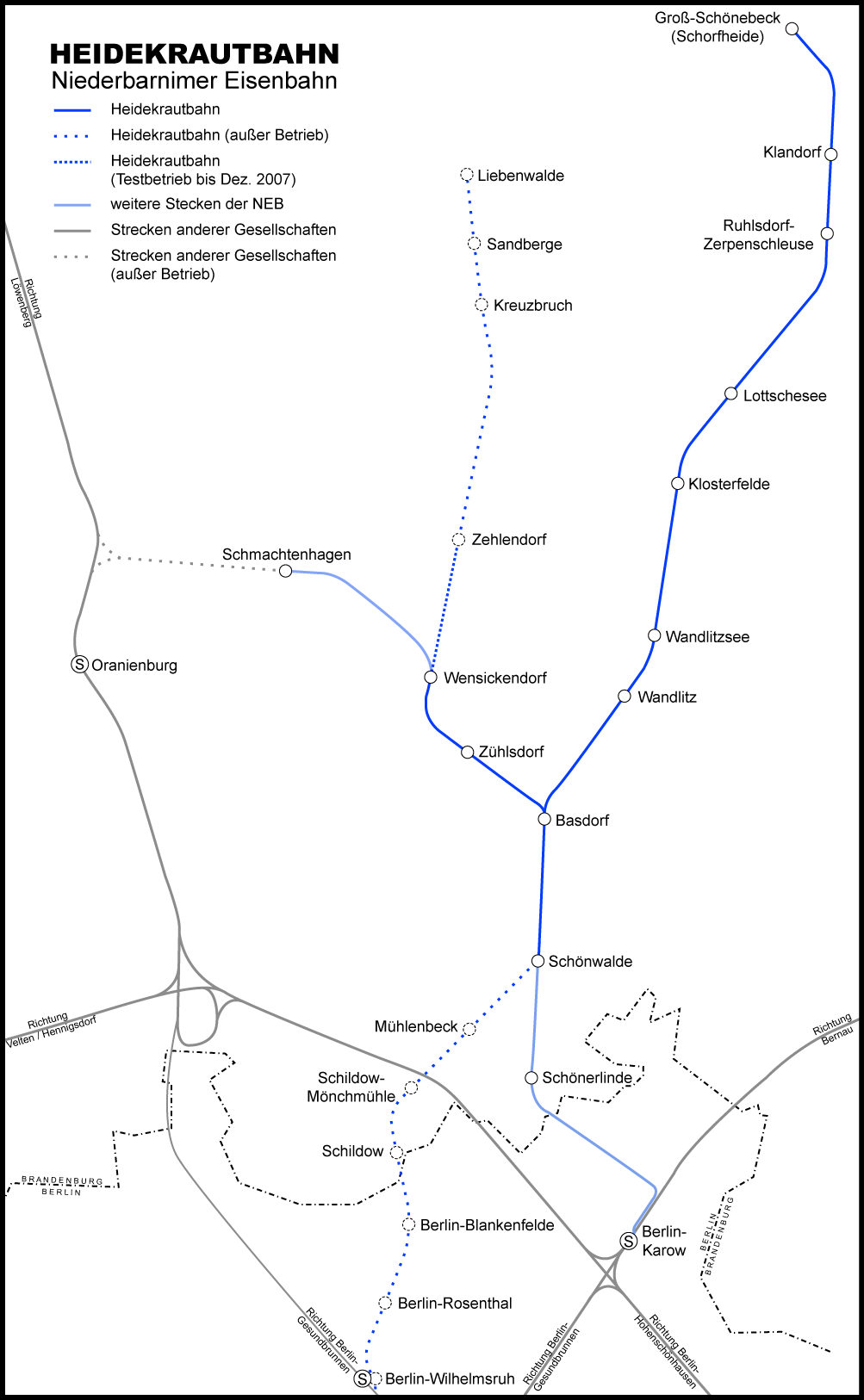
노선도

하이데크라우트선의 원래 기점은 베를린 빌헬름스루역이었다. 베를린 장벽 건설로 인하여 역이 폐쇄되고 장벽 일대의 선로가 폐선되었다. 노선의 일부 구간은 슈타들러 레일의 팡코 공장에서 사용하고 있으며, 이전에는 베르크만보르지히, ADtranz의 공장이었다. 이 구간에는 임시 화물 열차가 운행한다. 그 후 메르키셰스 피어텔 일대에서 팡코구와 라이니켄도르프구 경계 일대를 따라서 진행한다. 이 구간에는 임시 여객 열차가 운행한다. 이후 북쪽으로 베를린 블랑켄펠데, 실도, 뮐렌베크를 거쳐서 쇤발데에 도달한다. 쇤발데역 북쪽에서 베를린 카로역에서 올라온 1950년에 건설된 연결선과 합류한다.
바스도르프역에서는 두 방면으로 노선이 분기된다. 서쪽 분기선은 췰스도르프역, 벤지켄도르프역(운행 중), 첼렌도르프역(2007년 4월 16일부터 12월 31일까지 시범 운행), 크로이츠브루흐역, 잔트베르게역, 리벤발데역을 연결하며 1997년 12월 1일부터 정규 열차는 벤지켄도르프역까지만 1시간 간격으로 운행한다. 주말에는 벤지켄도르프 종착 열차가 피히텐그룬트 방면으로 전환하여 슈마흐텐하겐역까지 운행한다. 북동쪽 분기선은 반들리츠역, 반들리츠제역, 클로스터펠데역, 로체제역, 룰스도르프체르펜슐로이제역, 클란도르프역, 그로스 쇠네베크역을 연결한다. 클로스터펠데역까지는 1시간 간격, 그로스 쇠네베크역까지는 2시간 간격으로 운행한다.

## 영업

### 정규 열차

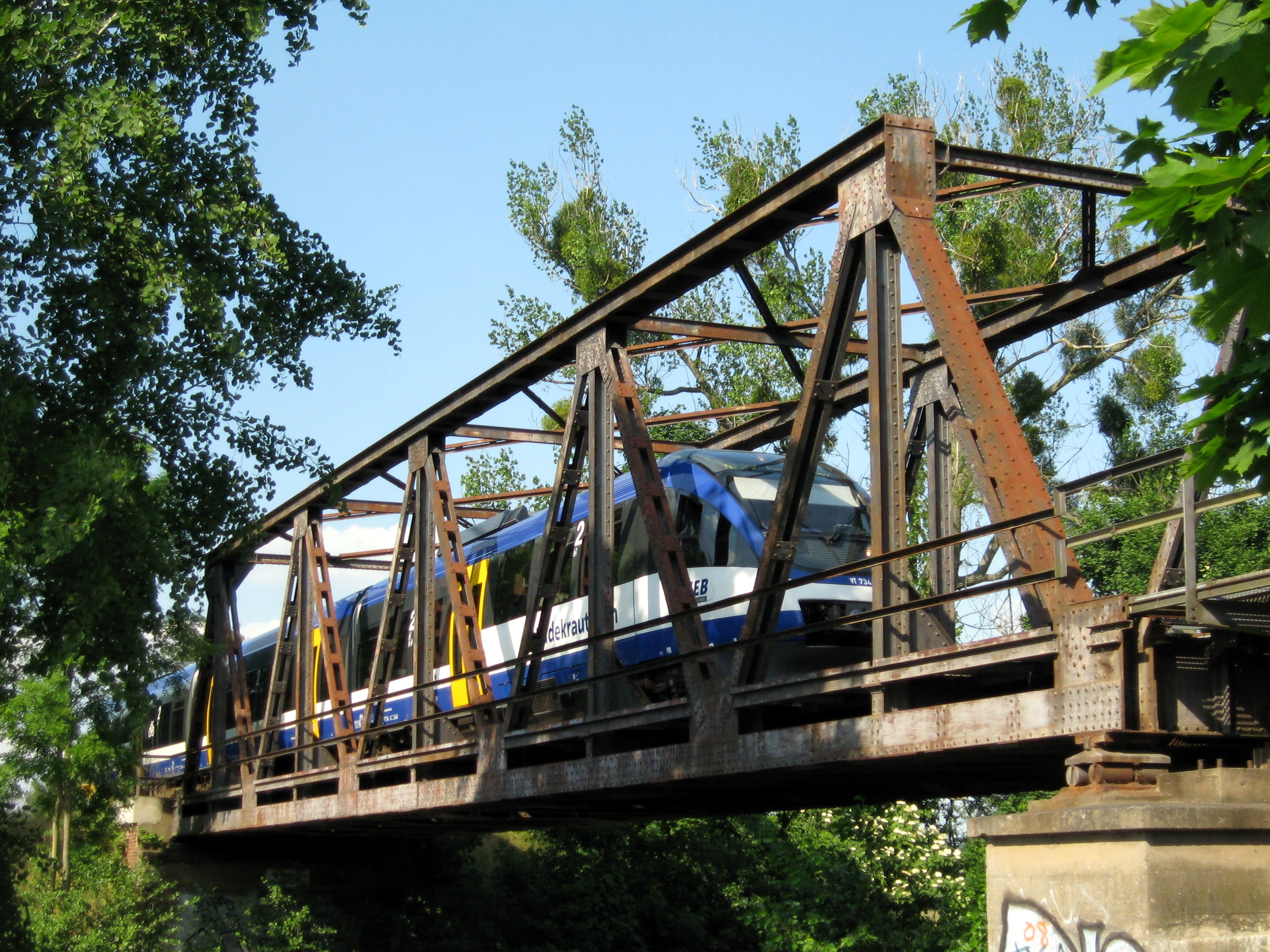
니더바르님 철도 소속 봄바디어 탈렌트 열차

베를린 브란덴부르크 교통조합의 일부로 편입되어 있으며, 2004년에 운영권 입찰이 최초로 진행되었다. DB 레기오에서는 노선을 계속 운영하기를 원했기 때문에 레기오네츠(RegioNetz) 개념을 염두에 두고 노선 운영권을 획득하기 위해서 자회사인 DB 하이데크라우트반(DB Heidekrautbahn)을 설립했다. 그러나 노선 소유자인 니더바르님 철도가 낙찰받았고 2005년 12월부터 니더바르님 철도의 완전 관할이 되었다. 상하분리 원칙에 따라서 운영을 위해서 자회사 NEB Betriebsgesellschaft GmbH가 설립되었다. NEBB는 봄바디어 탈렌트 열차를 사용하고 있다.
2006년 12월 시간표 개정에서 VBB는 벤지켄도르프-바스도르프 구간 운행을 취소하려고 했으나 실제 운행 중단으로 이어지지는 않았다. 2007년 4월 16일부터 12월 31일까지는 첼렌도르프역에 평일에 임시로 정차했다.
바스도르프역에서는 30분 간격으로 열차가 교행하며, 양쪽 분기선은 각각 매시 11분과 41분에 열차가 운행한다. 이는 독일에서 자주 사용하는 대칭형 시간인 매시 29분과 59분과는 차이가 있어서 다른 교통 수단으로 환승했을 때 대기 시간이 최소한 20분 소요된다.

### 보존 철도

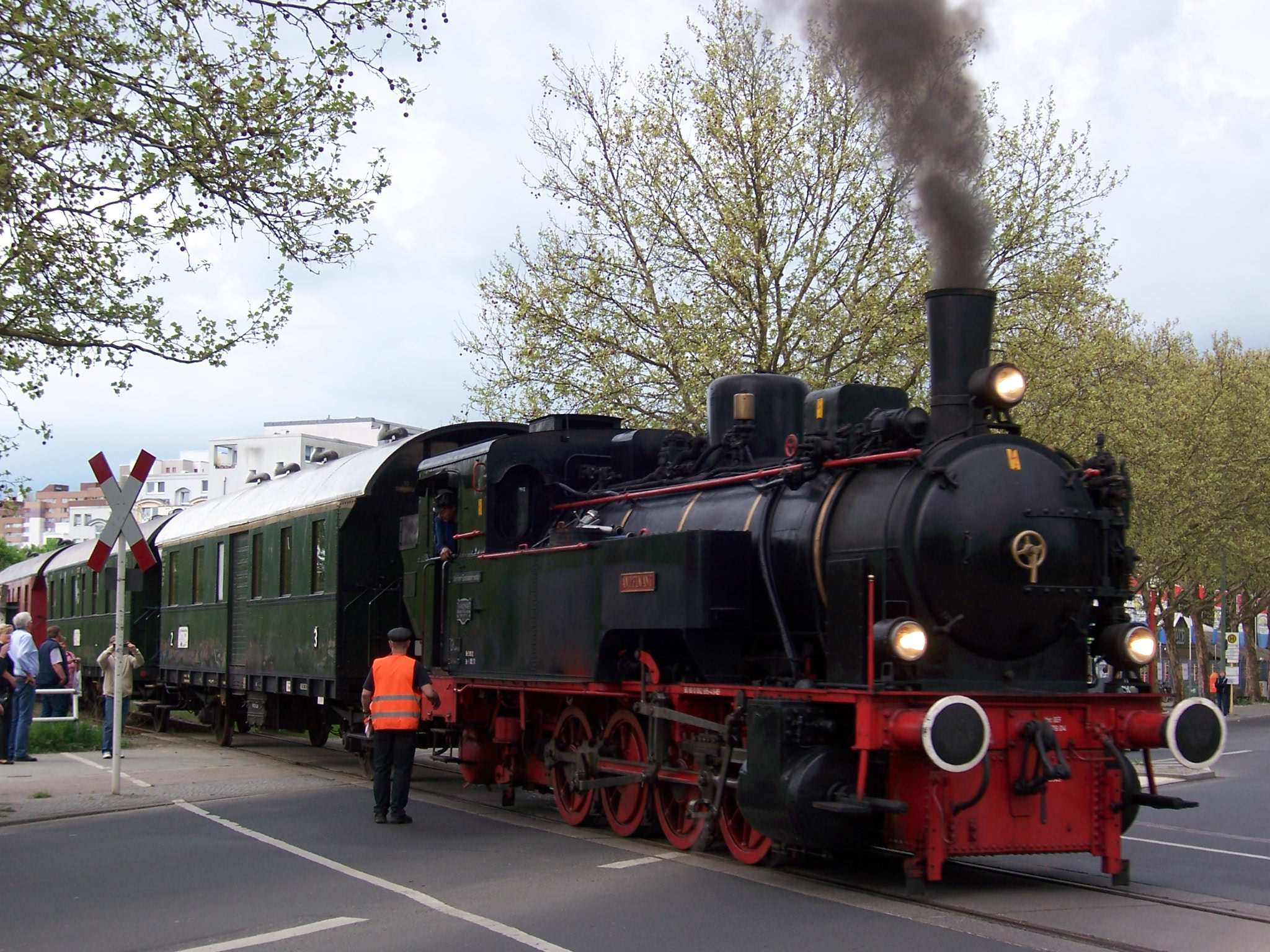
2013년 5월 9일 증기기관차 임시 운행

1990년 9월 1일부터 Berliner Eisenbahnfreunde e. V. 협회(1978년 설립)가 주관하여 노선의 남부 구간을 보존 철도로 운영한다. 임시 운행 시에는 증기 기관차, 단량 동차, 기타 다른 역사적인 객차를 사용하며 빌헬름스루어 담(Wilhelmsruher Damm) 도로 근처에 있는 메르키셰스 피어텔 임시승강장을 기점으로 사용한다. 과거 베를린 로젠탈역이 있었던 곳 근처이다. 협회의 주 사무소는 바스도르프 기지에 있으며, 1996년부터 하이데크라우트선 박물관을 운영하고 있다. 1875년에 제작된 철도 차량, 복권 기부금으로 매입한 위르딩겐형 단량 동차 VT 95, 디젤 기관차, 살롱 객차 등이 있다. 박물관에는 공조 장치가 없어서 여름에만 개관한다.
2003년까지는 메르키셰스 피어텔에서 슈마흐텐하겐 방면으로 임시 열차만이 운행했다. 그 후 카로역에서 슈마흐텐하겐역으로 정규 열차가 운행하기 시작했고, DB 레기오를 거쳐서 NEB에서 운영하게 되었다. 벤지켄도르프-슈마흐텐하겐 구간은 1990년대 이후 영업을 재개한 브란덴부르크주의 철도 노선이다.

## 참고 문헌
- Reinhard Arf: Stimmgabel in die Schorfheide / Die Heidekrautbahn und ihre Anbindung zwischen Berlin und Brandenburg. In: Verkehrsgeschichtliche Blätter, 47. Jg., Nr. 2 (März/April 2020), S. 29–38.
- Werner Ebert, Hans Dommnick: Unterwegs mit der Heidekrautbahn – von Berlin in die Schorfheide. Kommunale Arbeitsgemeinschaft Region Heidekrautbahn, Basdorf 2005.
- Erich Preuß: Die Niederbarnimer Eisenbahn – Von Berlin ins Heidekraut. Transpress, Stuttgart 2001. ISBN 3-613-71150-8.
- Sven Tombrink: 100 Jahre Heidekrautbahn. Geschichte und Geschichten. Berlin 2001. ISBN 3-89218-069-5.
- Klaus Kurpjuweit (2001년 5월 20일). “Mit 100 Jahren und großen Plänen zurück zum Anfang.”. 《Tagesspiegel》.
- Jürgen Opravil: Die Heidekrautbahn. Geschichte der Reinickendorf–Liebenwalde–Groß Schönebecker Eisenbahn, später Niederbarnimer Eisenbahn. Chronik Pankow, Berlin 1993.